# Драгомир Стойнев
Драгомир Велков Стойнев е български политик от Българската социалистическа партия., зам-председател на БСП от 7 юни 2014 до 15 ноември 2015 г., Член на ИБ на БСП от 2014 г.

## Биография
Роден е на 6 май 1976 г. в град Триполи (Либия). Министър на икономиката и енергетиката в правителството Орешарски (2013 г.).
През 2013 г. обявява че България обмисля да закупи 7-и атомен реактор за АЕЦ Козлодуй от Westinghouse. На следваща година подкрепя строителството на газопровода „Южен поток“ на българска територия. Народен представител в XLI и XLII народни събрания. Бил е личен икономически съветник на Сергей Станишев по време на мандата му. Бил е председател на комисията по труда и социалната политика в XLI народно събрание.
Като депутат е вносител на 21 законопроекта в социалната сфера, сред които за насърчаване на заетостта, за семейните помощи за деца, за пенсионната реформа, за гарантираните вземания на работниците и служителите при обявяване в несъстоятелност на работодателите, за национална политика за младежта.
Бил е и председател на Съвета по социална политика към Националния съвет на БСП, един от авторите на управленските проекти на левицата в сферите на икономиката и социалната политика.
Част от екипа разработил Държавна компания Индустриални зони, която бе създадена през 2008 г. Съавтор на годишния икономически доклад за президента Георги Първанов през 2006 и 2007 г.
От 29 май 2013 г. е министър на икономиката, енергетиката и туризма на България. Стойнев е смятан за много близък до бившия лидер на БСП Сергей Станишев, който на практика го посочва. Той го назчачава за заместник-председател дни преди своето оттегляне, а после държи емоционална реч, в която говори за качествана на Стойнев. През 2014 г. е един от двамата основни претенденти за поста председател на БСП. На първи тур получава 126 гласа, а Михаил Миков – 167 от над 846 делегати. На втори тур гласуват 726 делегати, като 333 дават гласа си за Стойнев, а 377 – за Миков.

## Образование и професионална кариера
- 1997 – 1999 г. – диплом за общообразователно университетско обучение по икономика и мениджмънт от университета Сержи-Понтуаз, Франция;
- 2000 – 2001 г. – бакалавър по икономика от университета Париж Х Нантер, Франция;
- 2001 – 2002 г. – магистър по икономика от Университета Париж 1 Пантеон – Сорбона, Франция;
- 2007 г. – специализация по модернизация на държавната администрация на персоналния мениджмънт във Федералната академия по публична администрация, Германия;
- 2007 г. – специализация по разработване и оценка на обществени политики във Висшето училище по публична администрация, Франция;
- 2011 г. – специализация по глобално икономическо сътрудничество и възстановяване към Департамента за държавния бюджет за образование и културни дейности, САЩ.

Владее френски, руски и английски език. Женен, с две деца.